# Observationes Botanicae (Retzius)
Observationes Botanicae (Retzius) (abreviado Observ. Bot. (Retzius)) es un libro ilustrado con descripciones botánicas que fue editado por el entomólogo, químico, y botánico sueco, Anders Jahan Retzius. Fue publicado en seis partes en los años 1779 a 1791.